# Жаропродуктивність
Жаропродукти́вність (tmax) — це максимальна температура, що розвивається при повному згорянні палива в теоретично необхідному об'ємі повітря при вихідній температурі палива і повітря, рівній 0 °C.
Жаропродуктивність палива визначає ефективність його застосування у високотемпературних процесах. Розрізнюють жаропродуктівність палива, підраховану:
- а) без урахування вмісту вологи в повітрі і нагрівання золи палива — tmax;
- б) з урахуванням вмісту в повітрі 1% вологи — t'max;
- в) з урахуванням вмісту в повітрі 1% вологи, а також розплавлення і нагріву мінеральних речовин в паливі до температури його горіння — t « max.

Відмінність між величиною t'max і tmax становить близько 30 0С. t»max використовують при підрахунку температури горіння сланців і високозольного вугілля.
У залежності від величини tmax паливо поділяють на дві групи: високої (tmax > 2 000 °C) і зниженої жаропродуктивності (tmax < 2 000 °C). До першої групи відносять збагачене паливо з малим вмістом вологи, рідке паливо і газоподібне паливо з малим вмістом азоту і діоксиду вуглецю, а до другої — тверде паливо з високою вологістю або дуже високою зольністю (горючі сланці) і газоподібне паливо з високим вмістом азоту і діоксиду вуглецю (доменний, повітряний, змішаний генераторний гази, гази підземної газифікації). У високотемпературних процесах використовується паливо першої групи, а в низькотемпературних (парові і водогрійні котли, сушарки) — паливо обох груп.